# Schlichte Hoheitsverwaltung
Von schlichter Hoheitsverwaltung oder schlicht hoheitlichem Handeln der Verwaltung oder auch von Tathandlungen, tatsächlichem, faktischem bzw. schlichtem Verwaltungshandeln spricht man, wenn die Behörde auf hoheitlichem Gebiet durch einen Realakt tätig wird.  
Darunter versteht man diejenigen Handlungen von Hoheitsträgern, die nicht auf einen Rechtserfolg, sondern auf einen tatsächlichen Erfolg gerichtet sind. Eine solche Handlung hat z. B. dann öffentlich-rechtlichen Charakter, wenn die Behörde einen Realakt vornimmt, der in Ausübung der öffentlichen Aufgaben und Befugnisse geschieht.
Beispiele hierfür sind behördliche Auskünfte und Warnungen, die keinen Regelungscharakter haben, das Aufstellen und Betreiben der kommunalen Beleuchtungseinrichtungen, also z. B. der Straßenlaternen, unmittelbares Polizeihandeln (umstritten), aber auch schlichtere Realakte, wie z. B. die Dienstfahrt eines Beamten zu einem Ortstermin (umstritten).
Die Abgrenzung zum Verwaltungsakt einerseits erfolgt über das Merkmal des Regelungsgehaltes einer Maßnahme, welcher bei Annahme eines Realaktes gerade nicht gegeben sein darf, die Abgrenzung zu einem privatrechtlichen Realakt der Behörde andererseits dadurch, dass die Behörde hoheitlich tätig wird.
Auch schlicht hoheitliches Verwaltungshandeln unterliegt im Falle eines Eingriffs in die Rechte Dritter dem Vorbehalt des Gesetzes nach Art. 20 Abs. 3 Grundgesetz.
Daher muss die staatliche Exekutive (-Gewalt) auch bei einem Tätigwerden per Realakt, das in die Rechte Dritter eingreift, hierzu per Gesetz ermächtigt sein. Rechtsgrundlage des Tätigwerdens kann auch ein bestandskräftiger Verwaltungsakt sein, der dann jedoch seinerseits wiederum einer gesetzlichen Ermächtigung bedarf.
Von Relevanz ist daher, zumindest falls ein Realakt mit Eingriffscharakter vorliegt, auch der Grundsatz der Verhältnismäßigkeit.
Möglichkeiten des Rechtsschutzes in Bezug auf schlichtes hoheitliches Handeln sind die allgemeine Leistungsklage bzw. Unterlassungsklage sowie die Feststellungsklage.